# Zsaruvér
A Zsaruvér (eredeti cím: Blue Bloods) 2010-től futó amerikai televíziós filmsorozat, amelynek alkotói Robin Green és Mitchell Burgess. A főszereplői Tom Selleck, Donnie Wahlberg, Bridget Moynahan és Will Estes, a zeneszerzői Rob Simonsen és Mark Morgan, a producerei Fred Keller, Jane Raab és David Barrett. A tévéfilmsorozat forgalmazója a CBS Television Distribution. Műfaját tekintve bűnügyi filmsorozat és filmdráma-sorozat. Amerikában 2010. szeptember 24-étől a CBS vetíti, Magyarországon a Duna, a Super TV2 és a Universal Channel sugározza.
2023. november 20-án a csatorna bejelentette, hogy a tizennegyedik évaddal befejeződik a sorozat. 

## Szereplők
| Szereplő                  | Színész              | Magyar hang                 |
| ------------------------- | -------------------- | --------------------------- |
| Frank Reagan              | Tom Selleck          | Sörös Sándor                |
| Danny Reagan              | Donnie Wahlberg      | Csík Csaba Krisztián        |
| Erin Reagan-Boyle         | Bridget Moynahan     | Pálfi Kata                  |
| Jamie Reagan              | Will Estes           | Kocsis Gergely Dévai Balázs |
| Henry Reagan              | Len Cariou           | Csurka László               |
| Linda Reagan              | Amy Carlson          | Nádorfi Krisztina           |
| Frank Russo polgármester  | Bruce Altman         |                             |
| Anthony Renzulli őrmester | Nicholas Turturro    | Koncz István                |
| Kelly Davidson            | Andrea Roth          | Sági Tímea                  |
| Jackie Curatola           | Jennifer Esposito    | Németh Kriszta              |
| Charles Rosselini         | Bobby Cannavale      |                             |
| Nicky Reagan-Boyle        | Sami Gayle           | Pekár Adrienn               |
| Sue Connors               | Noelle Beck          |                             |
| Margaret Olson            | Tara Westwood        |                             |
| Melissa Baker nyomozonő   | Abigail Hawk         |                             |
| Leon Goodwin              | F. Murray Abraham    |                             |
| Jimmy Reagan              | Jay O. Sanders       |                             |
| Dino Arbogast             | John Ventimiglia     |                             |
| Alex Polanski             | C. Thomas Howell     |                             |
| Ava Hotchkiss             | Yvonna Kopacz Wright | Agócs Judit                 |
| Jeffords                  | Frankie Faison       | Koroknay Géza               |

## Évados áttekintés
| Évad | Évad | Epizódok | Eredeti sugárzás     | Eredeti sugárzás   | Eredeti adó          | Magyar sugárzás     | Magyar sugárzás   | Magyar adó |
| Évad | Évad | Epizódok | Évadpremier          | Évadfinálé         | Eredeti adó          | Évadpremier         | Évadfinálé        | Magyar adó |
| ---- | ---- | -------- | -------------------- | ------------------ | -------------------- | ------------------- | ----------------- | ---------- |
|      | 1    | 22       | 2010. szeptember 24. | 2011. május 13.    |                      | 2011. január 14.    | 2012. február 26. |            |
|      | 2    | 22       | 2011. szeptember 23. | 2012. május 11.    | 2012. szeptember 26. | 2012. november 25.  |                   |            |
|      | 3    | 23       | 2012. szeptember 28. | 2013. május 10.    | 2013. október 20.    | 2014. január 5.     |                   |            |
|      | 4    | 22       | 2013. szeptember 27. | 2014. május 9.     | 2014. október 3.     | 2014. december 12.  |                   |            |
|      | 5    | 22       | 2014. szeptember 26. | 2015. május 1.     | 2015. október 9.     | 2016. január 15.    |                   |            |
|      | 6    | 22       | 2015. szeptember 25. | 2016. május 6.     | 2016. június 22.     | 2016. augusztus 30. |                   |            |
|      | 7    | 22       | 2016. szeptember 23. | 2017. május 5.     | 2017. augusztus 21.  | 2017. október 5.    |                   |            |
|      | 8    | 22       | 2017. szeptember 29. | 2018. május 11.    | 2019. október 22.    | 2019. november 13.  |                   |            |
|      | 9    | 22       | 2018. szeptember 28. | 2019. május 10.    | 2020. október 30.    | 2020. december 1.   |                   |            |
|      | 10   | 19       | 2019. szeptember 27. | 2020. május 1.     | n/a                  | n/a                 | n/a               |            |
|      | 11   | 16       | 2020. december 4.    | 2021. május 14.    | 2021. szeptember 28. | 2021. október 19.   |                   |            |
|      | 12   | 20       | 2021. október 1.     | 2022. május 6.     | 2022. június 14.     | 2022. július 23.    |                   |            |
|      | 13   | 21       | 2022. október 7.     | 2023. május 19.    | 2023. július 1.      | 2023. augusztus 3.  |                   |            |
|      | 14   | 18       | 2024. február 16.    | 2024. december 13. |                      |                     |                   |            |